# TIRA

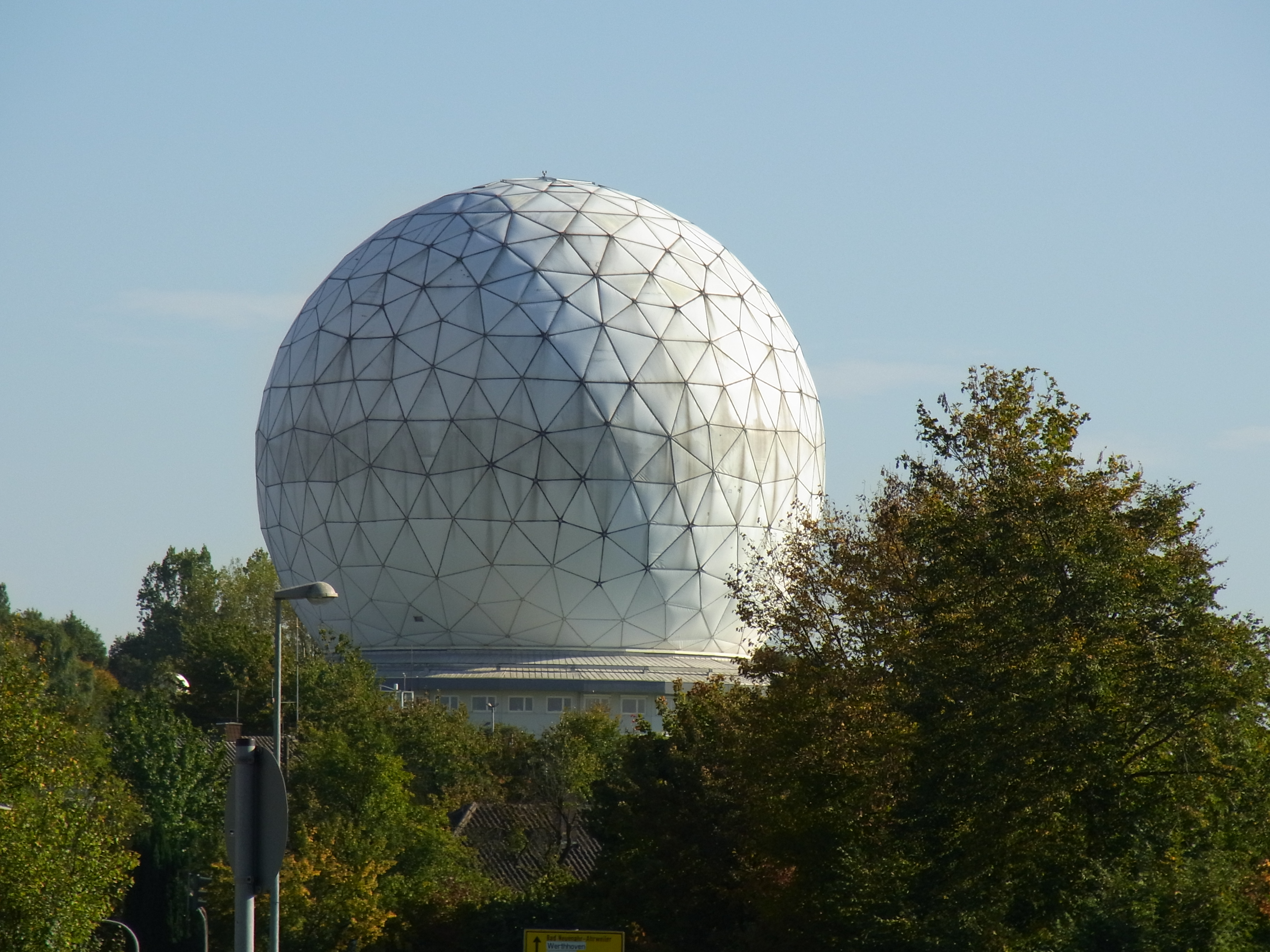
Радіокупол у Вахтберзі (2010)

TIRA (англ. Tracking and Imaging Radar) — радіокупол з радаром в Німеччині, розташований у Вахтберзі біля Бонна. Радар був створений 1970 року для військових цілей, але зараз використовується для спостереження штучних супутників і космічного сміття.

## Технічні дані
Діаметр радіокупола становить 47,5 м (до 2014 року був 49 м), а висота 54,5 м (станом до 2014 року). Радіокупол захищає радар від негоди.
Обертова Параболічна антена має діаметр 34 метри і важить 240 тонн. Повний поворот дзеркала по азимуту можливий всього за 15 секунд, — з надзвичайно високою кутовою швидкістю 24°/с.

## Задачі
Радарна система спочатку служила експериментальною системою для військових досліджень. Початкова мета полягала в тому, щоб мати можливість виявити старти міжконтинентальних балістичних ракет.
Після закінчення холодної війни шукали використання радара в цивільних цілях. Тепер радар, в основному, використовується для спостереження за навколоземними супутниками, орбітальним космічним сміттям і для підтримки космічних місій. Наприклад, TIRA використовувався для спостережень входу в атмосферу німецького рентгенівського супутника ROSAT і російського марсіанського зонда Фобос-Ґрунт.
Телескоп є частиною Європейської координаційної групи ЄКА з космічного сміття, яка будує мережу європейських телескопів для цивільного та військового спостереження за навколоземним простором.

## Історія
9 грудня 1955 року було зареєстроване Товариство сприяння астрофізичним дослідженням, засноване для створення радара. У 1957 році воно заснувало Науково-дослідний інститут фізики високих частот (нім. Forschungsinstitut für Hochfrequenzphysik, FHP). Будівництво радіокупола почалося в 1965 році. Введення в експлуатацію і перші досліди відбулися в 1970 році. Перше спостереження супутника відбулося в 1973 році. Радіокупол належав Дослідницькому товариству прикладних природничих наук, яке припинило своє існування в 2009 році й увійшло до складу Товариства імені Фраунгофера.
З осені 2010 року по осінь 2011 року була проведена масштабна модернізація системи TIRA, було оновлено управління приводом і встановлено новий високоефективний передавач. Протягом 2014 року радіокупол був повністю оновлений і отримав трохи менші розміри, ніж раніше.